# Veliki Rakitovec
Veliki Rakitovec je naselje v Občini Kamnik. Leži na robu planote, vzhodno od 902 m visokega Rakitovca. Planota je ena redkih uravnav na območju, ki omogoča lažjo njivsko rabo zemljišč. Na robu uravnave je v gozdu izvir Nevljice, od koder se oba Rakitovca, ki sta sicer v kraškem svetu, oskrbujeta s pitno vodo. 